# Armando Negreiros
Armando Souza Negreiros (Rio de Janeiro, 10 de setembro de 1985) é um nadador brasileiro. 

## Trajetória esportiva
Em 2003, Negreiro atingiu os requisitos para competir nos 800 metros livres nos Jogos Pan-Americanos de 2003 em Santo Domingo, mas a prova foi excluída do calendário da competição.
No Campeonato Mundial de Natação em Piscina Curta de 2004, em Indianápolis, Negreiros terminou em nono lugar nos 400 metros livre.
Em 10 de setembro de 2005, quebrou o recorde sul-americano em piscina curta dos 800 metros livres, com o tempo de 7m47s17. Em 18 de dezembro de 2005, quebrou o recorde sul-americano em piscina curta dos 400 metros livre, com o tempo de 3m43s31.
Participou do Campeonato Mundial de Natação em Piscina Curta de 2006, onde terminou em 18º nos 400 metros livre e desistiu de nadar os 1500 metros livre.
No Campeonato Pan-Pacífico de Natação de 2006 em Victoria, no Canadá, Negreiros terminou em nono lugar nos 800 metros livre,, décimo nos 400 metros livre e 15º nos 1500 metros livre.
No Campeonato Mundial de Esportes Aquáticos de 2007 em Melbourne, ficou em 11º nos 4 x 200 metros livre,, 26º lugar nos 800 metros livre e 31º nos 400 metros livre.
Nos Jogos Pan-Americanos de 2007, no Rio de Janeiro, ganhou uma medalha de bronze nos 400 metros livre, quebrando o recorde brasileiro, com o tempo de 3m51s18. Também terminou em oitavo lugar nos 1500 metros livre..
Em 18 de julho de 2009, Negreiros bateu o recorde sul-americano em piscina curta dos 800 metros livre, com o tempo de 7m43s52, no Campeonato Estadual do Rio de Janeiro.